# Wladyslaw Horaj
Wladyslaw Wikentijowytsch Horaj (ukrainisch Владислав Вікентійович Горай, wiss. Transliteration Vladyslav Vikentijovyč Horaj, en.: Vladyslav Vikentiiovych Gorai/Horay; geb. 5. August 1967 in Malyn, Oblast Schytomyr; gest. 8. Juni 2025 in der Oblast Sumy) war ein ukrainischer Opern-Tenor. Er arbeitete am Opern- und Balletttheater Odessa und trat international auf. Er verkörperte den Herzog in Verdis Rigoletto und Rodolfo in Puccinis La Bohème, spielte aber auch zeitgenössische Opern wie die Uraufführung von Oleksandr Rodins Kateryna im August 2022 in Odessa.

## Leben
Horaj wurde am 5. August 1967 in Malyn in eine Familie professioneller Musiker geboren. Er hatte einen jüngeren Bruder. Er lernte Klavierspielen an der Kinderkunstschule und besuchte das Lyzeum Nr. 3 in Malin. 1988 schloss er sein Studium an der Fakultät für Musik und Pädagogik des Staatlichen Pädagogischen Instituts Mykhailo Kotsiubynskyi Winnyzja in Piano, Gesang und Dirigieren mit Auszeichnung ab. Dann setzte er sein Studium am Konservatorium Odessa bei Mykola Ohrenych fort.
1993 wurde er Solist der Operngruppe des Opern- und Balletttheaters Odessa, zunächst als Bariton, später als Tenor. Er sang über 50 Rollen, darunter Hauptrollen wie den Grafen Almaviva in Rossinis Der Barbier von Sevilla, Edgardo in Donizettis Lucia di Lammermoor, Verdis Herzog in Rigoletto, Alfredo in La traviata und Rodolfo in Puccinis La Bohème. Seine Auftritte zeichneten ihn durch „tadellose Stimmkontrolle und ein tiefes Verständnis für die Texte und Charaktere der Rollen“ aus („impeccable voice control and a deep understanding of the lyrics and character of the roles“). Von 2000 bis 2003 arbeitete er am Staatlichen Theater für Oper und Ballett in Constanța (Rumänien). Im September 2022 nahm er an der Uraufführung von Oleksandr Rodins Kateryna teil, wo er den Lirnyk darstellte. Die für März 2022 geplante Premiere musste aufgrund von Anschlägen verschoben werden, die den Bau eines Luftschutzbunkers erforderlich machten. Horaj sagte bei der Vorbereitung der Premiere, dass die Aufführung sowohl den Musikern als auch dem Publikum guttue: „Dieser Schmerz, der sich in unseren Seelen festgesetzt hat, besteht aus Energie, die uns einfach quält. Und Gott sei Dank gibt es eine Möglichkeit, diese Energie in Kunst umzuwandeln – sonst würde sie uns von innen heraus auffressen“ („This pain that’s settled in our souls is made up of energy that just tortures us. And thank God there’s a way for us to recycle that energy into art — otherwise it would eat us from the inside“).
Horaj trat international auf, so 2002 am Teatro Monumental in Madrid, für Rigoletto im Teatro Politeama, Lecce 2016, an der Pariser Oper, an der Accademia di Musica in Rom, der Opéra National de Lyon, der Opéra de Strasbourg, dem Opernhaus Zürich, und der Opera Națională București in Bukarest. Er trat außerdem in Amsterdam, in der Royal Albert Hall in London, in Brüssel, Lissabon, Chișinău und Almaty auf. 2014 und erneut 2024 trat er in Boca Raton, Florida, auf, um mit Felix Livshitz, Alexander Gunko und dem Spanish River Orchestra das Repertoire der Drei Jerusalemer Tenöre mit jiddischer und Crossover-Musik neu aufzuführen. Mit diesem Ensemble tourte er durch Kanada, Italien, Macau und Israel.

### Persönliches
Horaj war verheiratet; das Paar hatte zwei Söhne.
Mit Beginn der groß angelegten russischen Invasion begann er, sich ehrenamtlich zu engagieren, trat bei Benefizkonzerten in der Ukraine und im Ausland auf und organisierte Wohltätigkeitsveranstaltungen. Die gesammelten Gelder spendete er den ukrainischen Streitkräften. Gorai starb am 8. Juni 2025 während einer ehrenamtlichen Hilfsmission in der Oblast Sumy während schwerer Kämpfe, insbesondere Raketen- und Drohnenangriffen, im Russisch-Ukrainischen Krieg.
Am 12. Juni 2025 wurde eine Trauerfeier im Opernhaus Odessa gestaltet, sowie am folgenden Tag im Malyn City Centre for Culture and Leisure, wo er erstmals die Hymne Malyns gesungen hatte. Er wurde in Risnja, Rajon Korosten, beigesetzt.

## Ehrungen
- Sasluschenyj artyst Ukrajiny (Заслужений артист України, Geehrter Künstler der Ukraine, 27. März 2013)[1][3][13]
- Preis des Nationalen Kammermusik-Wettbewerbs in Chmelnyzkyj[6]
- Preis des Internationalen Gesangswettbewerbs Antonín Dvořák (Karlsbad, Tschechien)[6]